# Cocholla simoni
Cocholla simoni is een hooiwagen uit de familie Cosmetidae.